# Pitane
Pour les articles homonymes, voir Pitane (homonymie).
Pitane (grec ancien : Πιτάνη), située près de l'actuelle Çandarlı, en Turquie, est une ancienne ville grecque de l'ancienne région d'Aeolis (Éolide), en Asie Mineure.    

## Données géographiques et historiques

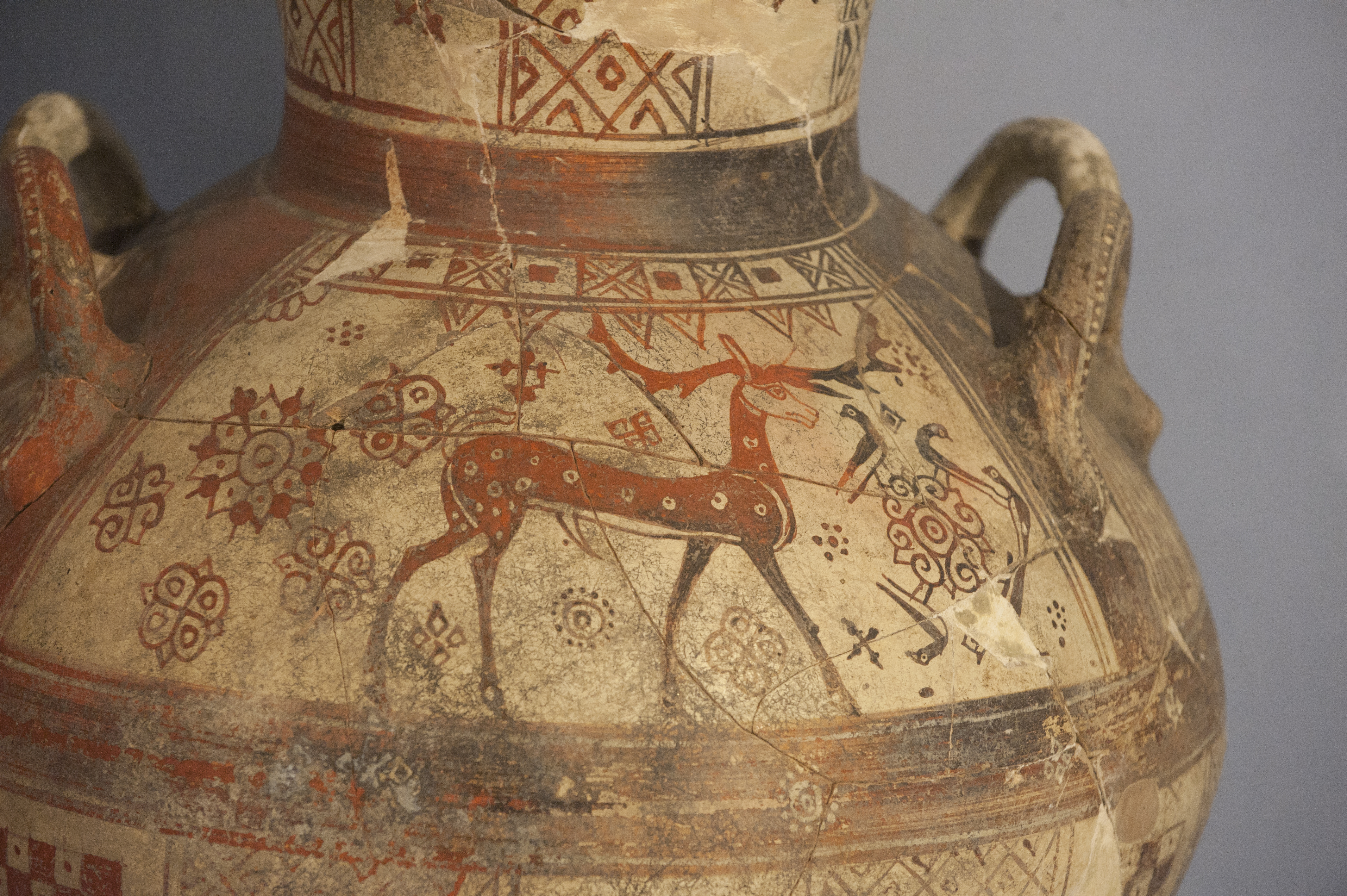
Amphore éolienne d'un style proche des « Chèvres sauvages » ionien, Çandarlı-Pitane, 630-625 AEC. Musée d'Izmir, (Smyrne)

La ville était située près de l'embouchure de la rivière Evenus, dans la baie d'Elaea (Élée). C'était l'une des onze anciennes colonies éoliennes et possédait des avantages commerciaux considérables en disposant de deux ports,.    
Pitane est le lieu de naissance du philosophe académique Arcesilaus et, sous le règne de Titus, la ville  beaucoup souffert d'un séisme,,,. La ville est toujours mentionnée par Hiérocles. Pline l'Ancien mentionne dans ses environs une rivière, la Canaius, qui n'est mentionnée par aucun autre auteur, mais il se peut que ce soit la rivière Pitanes, dont parle Ptolémée, et qui semble tirer son nom de la ville de Pitane.
Son site est situé près de Çandarlı, en Turquie asiatique,.

## Personnalités notables
- Autolycus (env. 360 - env. 290   BCE), mathématicien.
- Arcesilaus (316 / 5-241 / 0   BCE), fondateur du scepticisme académique
- Matro (fin du quatrième siècle avant notre ère), auteur de la parodie épique The Attic Feast[10]